# Selambina palmarum
Selambina palmarum är en fjärilsart som beskrevs av Köhler 1979. Selambina palmarum ingår i släktet Selambina och familjen nattflyn. Inga underarter finns listade.